# Menaethiops dubius
Menaethiops dubius is een krabbensoort uit de familie van de Epialtidae. De wetenschappelijke naam van de soort is voor het eerst geldig gepubliceerd in 1929 door Balss.